# Mikael Granlund
Mikael Granlund (Oulu, 26 febbraio 1992) è un hockeista su ghiaccio finlandese.
È fratello maggiore di Markus Granlund, anch'egli hockeista su ghiaccio.

## Palmarès

### Giochi olimpici invernali
- Bronzo a Soči 2014

### Campionati mondiali
- Oro a Slovacchia 2011
- Argento a Russia 2016

### Campionati mondiali Under-18
- Bronzo a Stati Uniti 2009
- Bronzo  a Bielorussia 2010